# 非霍奇金氏淋巴瘤
非霍奇金氏淋巴瘤（non-Hodgkin lymphoma）簡稱NHL，是指霍奇金氏淋巴瘤以外的其他淋巴瘤。其症狀包括淋巴結腫大、發燒、盜汗、體重降輕、容易疲倦。其他症狀包括骨頭疼痛、胸痛或是癢。有些非霍奇金氏淋巴瘤發展的很慢，有些則很快。
淋巴瘤是一種發生在淋巴细胞（一種白血球）上的腫瘤。危險因子包括免疫缺陷、自體免疫性疾病、幽門螺桿菌感染、C型肝炎、肥胖以及人類疱疹病毒第四型感染。世界衛生組織將淋巴瘤分為五大類，其中一大類是霍奇金氏淋巴瘤，另外的四大類可以細分為超過60種的淋巴瘤。淋巴瘤的診斷會透過骨髓檢查或淋巴結活檢進行。醫學影像有助於癌症分期的判斷。
非何杰金氏淋巴瘤的治療會根據淋巴瘤發展的快慢以及淋巴瘤出現在一處或是多處而定。治療方式包括化學治療、放射線療法、免疫治疗、靶向治疗、骨髓移植、手術以及監察式等待等方式。若血液中因為存在抗体而變的濃稠，可以接受血漿置換。不過放射線療法及一些化學治療可能會提高往後數十年內出現其他癌症、心臟病或是神經問題的風險。
2015年有4300萬人罹患非何杰金氏淋巴瘤，因此造成23萬1400人死亡 。美國約有2.1%的人在一生中曾得過非何杰金氏淋巴瘤。最常出現的年齡是在65歲至75歲之間。美國非何杰金氏淋巴瘤的五年存活率為72%。

## 命名由来
霍奇金氏淋巴瘤（H, Hodgkin disease），在1832年由英國醫師托马斯·霍奇金（Thomas Hodgkin）首次描述。这也是人类首次描述淋巴癌。其他类型淋巴癌以后被陆续发现。由于霍奇金氏淋巴瘤对放疗比较敏感，有必要把它们分成一类，然后细分。关于所有霍奇金氏淋巴瘤的归类完成后，还是有很多彼此极不相同的淋巴癌等待分类。
这些剩余的非霍奇金氏淋巴瘤终于在1982年归为16种。 这16类的分类原则主要是症状缓急程度，而不见得是病理上的联系。所以，这种分类对于治疗只有有限的帮助。
2008年后，世界卫生组织几乎放弃了将霍奇金氏淋巴瘤和非霍奇金氏淋巴瘤对立起来的分类法，而是将80多类淋巴癌分为4个大类。

## 外部連結
- Non-Hodgkin Lymphoma （页面存档备份，存于） at American Cancer Society
- Non-Hodgkins Lymphoma （页面存档备份，存于） from Cancer.net (American Society of Clinical Oncology)
- Patient information on non-Hodgkin lymphoma from The Lymphoma Association
- Lymphoma Association – Specialist UK charity providing free information and support to patients, their families, friends and carers